# 나야대령 기념비
나야대령 기념비는 대한민국 대구광역시 수성구 범어동에 위치한 대구광역시의 기념비이다. 6·25전쟁 당시 순국한 인도 대령 우니 나야를 기리기 위해 세워졌다. 이 기념비는 인도가 유엔 참전국이었음을 상징하는 유적으로, 한국에서 목숨을 바친 나야 대령의 평화와 자유 수호 의지를 담고 있다.

## 역사
나야 대령은 1950년 8월 12일 경상북도 칠곡군 왜관 근처에서 낙동강 전투 중 지뢰 폭발로 사망했다. 전쟁 중이라 고국으로의 송환이 어려워, 1950년 8월 13일 대구 수성구 범어동 산 156번지(속칭 주일골)에서 화장되었다.
이후 1950년 12월 7일, 당시 경상북도지사 조재천이 전쟁 중에도 불구하고 각계의 성금을 모아 나야 대령을 화장한 장소에 기념비를 세웠다. 이 기념비가 바로 현재의 나야 대령 기념비다.
이후 세월이 지나고 산기슭에 버려지듯 방치됐던 나야 대령 기념비는, 나야 대령의 미망인 비말라 나야(Vimala Nayar) 여사가 한국을 방문하여서 다시 발견되었다. 나야 여사는 주 뉴델리 한국총영사였던 임병직 씨로부터 남편의 기념비 사진을 받고, 17년 만에 한국 땅에 묻힌 남편의 묘를 찾은 것이다. 17년 만인 1996년, 다시 기념비 주변을 단장하고 보수공사를 진행하였다.
비말라 나야 여사는 이후로도 남편을 기리기 위해 여러 차례 한국을 방문하였다. 그녀는 '남편 곁에 묻히고 싶다'는 유언을 남기고 2011년 세상을 떠났고, 2012년 8월 24일, 유언에 따라 대구 수성구에서 영현안장식이 거행되었다. 이때 그녀의 딸 파바시 모한이 그 뜻을 수성구청에 전해 오기도 했다.
2003년 9월 22일, 국가보훈처에 의해 나야 대령 기념비는 국가 수호 현충 시설로 지정되었다. 매년 현충일에는 나야 대령 기념비에서 참배가 이루어져 자유 수호를 위해 이국 땅에서 전사한 그의 영혼을 위로하고 있다.
2018년에는 나야 대령의 이름이 전쟁기념관 전사자 명비에 등재되었다.

## 교통
지상철 3호선 수성구민운동장역에서 하차 후, 5분 정도 걸으면 수성구민운동장이 나온다. 운동장 위쪽에 수성구민체육센터가 보이며, 북쪽 길을 따라 올라가면 표지판이 나타난다. 그곳에서 220m를 더 걸으면 나야 대령 기념비에 도착할 수 있다.